# Карла Лэйн
Карла Лэйн (англ. Karla Lane, настоящее имя — Карла Наварро (англ. Karla Navarro), род. 23 января 1987 года, Лос-Анджелес, Калифорния, США) — американская порноактриса, лауреатка премии AVN Awards.

## Биография
Родилась 23 января 1987 года в Лос-Анджелесе (Калифорния). Имеет сальвадорские корни. Дебютировала в порноиндустрии в качестве BBW-актрисы в 2005 году, в возрасте 18 лет, в фильме Big Fat Cream Pie 2.
Снялась более чем в 70 фильмах (на 2018 год). Снимается с сценах мастурбации, лесбийских сценах, с мужчинами, одна из специализаций — бондаж.
Была представлена на AVN Awards в номинации «BBW-актриса года» в 2014 и 2015 году, затем в 2016 получила эту премию.

## Премии и номинации
| Год  | Церемония             | Результат | Номинация                                     | Работа |
| ---- | --------------------- | --------- | --------------------------------------------- | ------ |
| 2014 | AVN Awards            | Номинация | BBW-актриса года                              | н/д    |
| 2014 | Nightmoves            | Номинация | BBW-актриса года                              | н/д    |
| 2014 | Nightmoves Fan Awards | Номинация | BBW-актриса года                              | н/д    |
| 2014 | The Fannys            | Номинация | BBW-актриса года                              | н/д    |
| 2015 | AVN Awards            | Номинация | BBW-актриса года                              | н/д    |
| 2015 | Nightmoves            | Номинация | BBW-актриса года                              | н/д    |
| 2015 | Nightmoves Fan Awards | Номинация | BBW-актриса года                              | н/д    |
| 2016 | AVN Awards            | Победа    | BBW-актриса года                              | н/д    |
| 2016 | Biggie Awards         | Номинация | Лучший этнический исполнитель                 | н/д    |
| 2017 | AVN Awards            | Номинация | BBW-актриса года                              | н/д    |
| 2018 | AVN Awards            | Номинация | Приз зрительских симпатий: лучшая BBW-актриса | н/д    |